# 赤尾健一 (プロデューサー)
赤尾 健一（あかお けんいち、1938年 - ）は、元・日本テレビ放送網のプロデューサー、演出家。日企代表取締役会長。

## 来歴
千葉県出身。父親が新聞記者だったこともあって、早くからマスコミ業界を志望していた。
慶應義塾高等学校では安部譲二と同級生だった。
1962年3月に慶應義塾大学文学部仏文科を卒業し、同年4月に日本テレビ放送網株式会社に入社。芸能局音楽部に配属された。
1974年に日本テレビを独立して、番組制作会社・日企を設立する。

## 参加作品
- 踊って歌って大合戦
- 金曜10時!うわさのチャンネル!!
- お笑いスター誕生!!
- びっくり日本新記録